# ヒントン・バトル
ヒントン・バトル（英: Hinton Battle、1956年11月29日 - 2024年1月30日）は、西ドイツ生まれ、ワシントンD.C.・ニューヨーク育ちのダンサー・振付師・歌手である。

## 来歴
9歳よりバレエを学んだ。1975年、「The Wiz」（ザ・ウィズ）の案山子役でブロードウェイ・デビューした。
「ソフィスティケイテッド・レディース」（1981年）、「タップ・ダンス・ キッド」（1984年）、「Miss Saigon」（ミス・サイゴン、1991年）でトニー賞助演男優賞を受賞した。アフリカ系アメリカ人として3度のトニー賞受賞は初めてであった。
ボブ・フォッシーの「ダンシン」（1978年）、マイケル・ベネットの「Dreamgirls」（ドリームガールズ、1982年）、「Chicago」（シカゴ、1997年）、「ラグタイム」（1998年）などに出演した。映画「Idlewild」（2006年）の振付を担当した。
1987年に「なんばグランド花月」のこけら落しのショー「アメリカン・バラエティ・バン！」で主演した。26年ぶりの2013年の再演「ヒントン・バトルのアメリカン・バラエティ・バン！」では振付・演出・脚本・主演を務めた。
ジャズシンガーとして「Something New」、「Hinton Battle meets Count Basie Orchestra」をリリースした。
2024年1月30日の朝にロサンゼルスの病院で死去。67歳没。